# Thinornis novaeseelandiae
Thinornis novaeseelandiae е вид птица от семейство Charadriidae. Видът е застрашен от изчезване.

## Разпространение
Видът е разпространен в Нова Зеландия.